# Bone Town (Alberta)
Bone Town est un hameau situé dans la province d'Alberta, dans le centre-est.

## Démographie
En 2016 sa population était de 88 habitants.